# GV (agent innervant)
Pour les articles homonymes, voir GV.
Le GV est un agent innervant organophosphoré de la série G développé en URSS et semblable au soman. C'est un anticholinestérase, autrement dit un inhibiteur de l'acétylcholinestérase, semblable en cela aux autres agents innervants de la série. Il agit sous forme de vapeur hautement toxique pénétrant dans l'organisme sur toute la surface de la peau. On peut traiter l'empoisonnement au GV à l'aide d'atropine, de bénactyzine et de HI-6,.